# Chimère du Golfe
Hydrolagus alberti
Pour les articles homonymes, voir Chimère et Golfe.
Espèce
Statut de conservation UICN

 LC  : Préoccupation mineure
La chimère du Golfe (Hydrolagus alberti) est une espèce de poissons cartilagineux de la famille des Chimaeridae.

## Description
La chimère du Golfe a un long filament caudal, une longue nageoire dorsale débutant par une épine, une ligne latérale ondulée. Elle est brunâtre et foncé sur la tête et sur le corps, ses nageoires pectorales sont beaucoup plus sombres.
Elle mesure jusqu’à environ 54 cm.

## Écologie et comportement

### Reproduction
La chimère du Golfe est ovipare. Ses œufs sont enfermés dans des coquilles cornées.

## Répartition et habitat
La chimère du Golfe se trouve au large du Mexique, des États-Unis et, éventuellement, au large du Suriname, où elle vit entre 570 et 1 470 mètres de profondeur.

## Menaces
Hydrolagus alberti pourrait ultérieurement être menacée par la capture. Actuellement, cette espèce n'est pas beaucoup pêchée, sûrement en raison de son habitat qui est situé en dehors de l'aire de répartition des pêcheries.

## Autres
La chimère du Golfe est venimeuse pour l'Homme.